# Iwan Łukow
Iwan Conew Łukow (bułg. Иван Цонев Луков, ur. 22 sierpnia 1871 w Gabrowie, zm. 17 kwietnia 1926 w Sofii) – bułgarski wojskowy, generał porucznik, dowódca armii, szef sztabu armii czynnej.

## Życiorys
Po ukończeniu szkół gimnazjum w Gabrowie, Warnie i Sofii w 1888 roku, wstąpił do szkoły wojskowej w Sofii, którą ukończył w 1891 roku.
W 1891 roku został oficerem w 20 pułku piechoty, a następnie w 8 pułku piechoty. W latach 1895 – 1897 ukończył wyższy kurs oficerski i został początkowo zastępcą a następnie dowódcą kompanii w 15 pułku piechoty.
W latach 1898 – 1901 studiował w Nikołajewskiej Akademii Sztabu Generalnego w Petersburgu. Po powrocie do kraju został oficerem Sztabu Generalnego, lecz pełnił służbę jako młodszy adiutant w sztabie 6 Dywizji Piechoty. Następnie został oficerem do specjalnych poruczeń w Wydziale Mobilizacyjnym Sztabu Generalnego, a w sierpniu 1903 roku szefem sztabu 2 Brygady 4 Dywizji Piechoty. W 1904 roku odbywał praktykę w służbie liniowej będąc dowódcą kompanii w 15 pułku piechoty.
W 1905  roku wyjechał do Francji w składzie delegacji Ministerstwa Wojny, a 30 grudnia 1905 roku został attaché wojskowym w Paryżu. Funkcję tę pełnił do grudnia 1907 roku. W tym czasie studiował na Sorbonie filozofię. W dniu 15 grudnia 1907 roku został attaché wojskowym w Petersburgu i funkcję tę pełnił do października 1908 roku.
Po powrocie do kraju został starszym adiutantem w sztabie 8 Dywizji Piechoty oraz odbył praktykę liniową jako dowódca II batalionu w 5 pułku piechoty. W dniu 7 czerwca 1910 roku został szefem sztabu 1 Dywizji Piechoty, na tym stanowisku uczestniczył w I i II wojnie bałkańskiej. W tym czasie uczestniczył w bułgarskiej delegacji do Rosji, członkiem delegacji w czasie rozmów pokojowych z Turcją, kończących I wojnę bałkańską i był przewodniczącym komisji do spraw ustalenia granic państw pomiędzy Serbią i Bułgarią, po II wojnie bałkańskiej.
W dniu 27 września 1913 roku został Komendantem szkoły wojskowej w Sofii, a 9 marca 1914 roku dowódcą 38 pułku piechoty. W maju 1915 został dowódcą 2 Brygady w 3 Dywizji Piechoty, a potem szefem sztabu 3 Okręgu Wojskowego.
Po wybuchu I wojny światowej i przystąpieniu do niej Bułgarii został 7 września 1915 roku szefem Wydziału Operacyjnego Sztabu Armii Czynnej i równocześnie zastępcą szefa tego sztabu. W dniu 1 września 1916 roku został szefem Sztabu Armii Czynnej, tj. sztabu któremu podlegały wszystkie siły biorące udział w działaniach bojowych na froncie. Funkcję tę pełnił do 30 grudnia 1917 roku, kiedy został dowódcą 2 Armii, funkcję tę pełnił do 10 października 1918 roku. W tym czasie był członkiem delegacji, która w dniu 29 września 1918 roku podpisała rozejm w Salonikach.
Po podpisaniu rozejmu został 10 października 1918 ponownie szefem Sztabu Armii Czynnej i pełnił tę funkcję do 27 października 1919 roku, kiedy ostatecznie sztab ten zlikwidowano. Został też wtedy przeniesiony do rezerwy.
Po przejściu do rezerwy podjął działalność polityczną, w Związku Oficerów Rezerwy (był jego przewodniczącym w latach 1921 – 1923) oraz był członkiem Porozumienia Narodowego, ugrupowania opozycyjnego wobec rządzącego w tym czasie Bułgarskiego Ludowego Związku Chłopskiego.
Zmarł w Sofii w wieku 54 lat.

## Awanse
- podporucznik (Подпоручик) (08.02.1891)
- porucznik  (Поручик) (08.02.1894)
- kapitan  (Капитан) (15.09.1900)
- major  (Майор) (19.09.1906)
- podpułkownik  (Подполковник) (22.09.1910)
- pułkownik  (Полковник) (09.01.1913)
- generał major  (Генерал-майор) (18.05.1917)
- generał porucznik  (Генерал-лейтенант) (07.01.1920) (awans otrzymał będąc już w rezerwie)

## Odznaczenia
- Order za Waleczność kl. III
- Order Św. Aleksandra kl. II z mieczami
- Order Św. Aleksandra kl. V
- Order Zasługi Wojskowej kl. I z wojskową dekoracją
- Order Zasługi Wojskowej kl. V
- Order Zasługi Cywilnej (Bułgaria)
- Order Królewski Korony I kl. z mieczami (Prusy)
- Krzyż Żelazny I kl. (Niemcy)
- Krzyż Żelazny II kl. (Niemcy)
- Order Zasługi Wojskowej I kl. z mieczami (Bawaria)
- Order Alberta I kl. z mieczami (Saksonia)
- Order Leopolda I kl. (Austro-Węgry)
- Order Korony Żelaznej I kl. (Austro-Węgry)
- Order Krzyża Zasługi Wojskowej II kl. (Austro-Węgry)
- Order św. Anny II kl. (Rosja)
- Order Miecza II kl. (Szwecja)
- Order Medżydów II kl. (Turcja)
- Kawaler Orderu Legii Honorowej (Francja)